# CAOA
Grupo Caoa est le distributeur des marques Subaru, Hyundai et Chery au Brésil. Il possède deux usines, une dans le district d'Anápolis où sont assemblés les modèles Hyundai et Chery, l'autre à Jacareí, après le rachat de 50,7% de la filiale  brésilienne du constructeur chinois Chery, en septembre 2017, qui a permis de fonder CAOA Chery.
Le siège social de l'entreprise se situe à São Paulo, au Brésil.

## Histoire
Tout commence en 1979 lorsque Carlos Alberto de Oliveira Andrade, un médecin de Paraíba, achète une Ford Galaxie chez un concessionnaire de Campina Grande à Paraíba. Le concessionnaire fait faillite avant de livrer le véhicule. En compensation de la voiture non livrée mais payée, Carlos Alberto de Oliveira Andrade rachète à bas prix la concession. Six ans plus tard, le "Grupo CAOA" - acronyme formé à partir des initiales de son fondateur - devient le plus important concessionnaire Ford de toute l'Amérique Latine. 

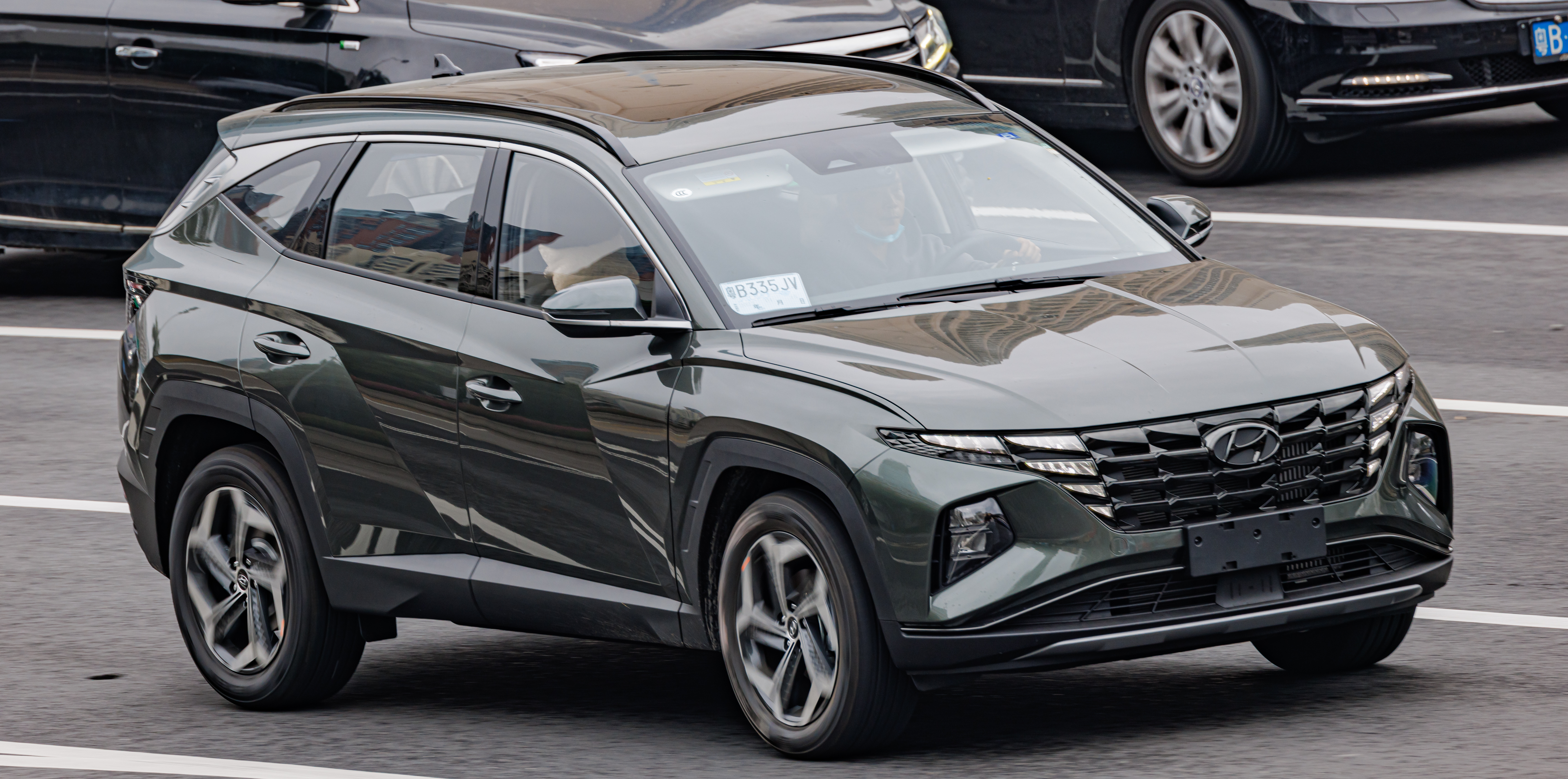
Hyundai Tucson le SUV le plus vendu au Brésil

L'entreprise connait une très forte expansion en 1992, lorsque le Brésil s'ouvre aux importations de véhicules. Rapidement, le Grupo CAOA devient l'importateur officiel d'autres marques, Renault à partir de 1992 et Subaru en 1998.
En 1999, Hyundai confie sa représentation à CAOA, après être passé entre les mains de deux autres distributeurs. En 2001, Hyundai est devenue la marque leader des véhicules importés avec le Tucson, le SUV le plus vendu.
En 2007, le groupe crée la société CAOA Montadora de Veículos, avec un investissement de 1,2 milliard de réais pour construire une usine dans le district d'Anápolis. 
À l'automne 2013, l'usine d'Anápolis, qui produisait les Hyundai Tucson, HR et Mighty II/HD.78, a lancé la production du nouveau ix35. En mai 2014, le 10.000 ème "ix35" sortait de la chaîne de montage CAOA qui célébrait son 35e anniversaire.
En novembre 2017, Grupo CAOA rachète 50,7 % de la filiale  brésilienne du chinois Chery en semi faillite, devenant le fabricant et le distributeur de la marque au Brésil. Il possède les usines Chery à Jacareí (SP) et Anápolis (GO).

## Controverses

### Publicité mensongère
En 2011, le groupe CAOA a été dénoncé au ministère public du Minas Gerais (MPMG) pour avoir diffusé de la publicité mensongère, déclaration sur l'année de fabrication du Subaru Forester, sur la sécurité et le moteur de l'"ix35" et sur les puissances des Hyundai Veloster, Elantra et d'autres modèles,.

### Soupçons de corruption
En 2015, Grupo Caoa, comme d'autres constructeurs automobiles brésiliens, ont fait l'objet d'une enquête à la suite d'une plainte pour lobbying lors de l'approbation de la mesure provisoire 471 de 2009, par le gouvernement du président de l'époque, Luiz Inácio Lula da Silva, qui avait accordé des avantages fiscaux aux entreprises automobiles.
En 2016, le Grupo Caoa a été accusé d'avoir versé en 2010 des pots-de-vin à l'ancien ministre des Finances Antonio Palocci, en échange de sa performance dans l'approbation de la mesure provisoire 512 de cette année-là et au gouverneur du Minas Gerais, Fernando Pimentel, en échange d'avantages fiscaux. En novembre 2017, le Ministère Public Fédéral a élargi les enquêtes pour faire la lumière sur les relations entre CAOA et Palocci, après avoir découvert que Projeto, la société de Palocci, avait signé plusieurs contrats de conseil avec ce groupe.
Le 22 juin 2019, le Tribunal fédéral clôt le procès issu de l'Opération Zelotes dans lequel Carlos Alberto de Oliveira Andrade était accusé de corruption. Il était soupçonné d'avoir influencé les autorités pour bénéficier d'une mesure provisoire dont ont bénéficié certains constructeurs automobiles pour s'implanter au Brésil. Pour le Tribunal Fédéral, il n'y a aucune preuve pour justifier une condamnation.